# RADIO SAKAMOTO
RADIO SAKAMOTO（レディオ・サカモト）は、2003年1月5日から2023年3月5日まで、J-WAVEで放送されていた坂本龍一による音楽プログラム。

## 概要
2003年1月5日よりブルガリの提供で不定期で番組放送開始。同年5月25日の第2回放送よりNTTデータの提供になり、NTTデータのサイト「先見日記」と連動（現在は坂本の連載は終了）。2004年2月25日にデモテープ作品をまとめたアルバム「DOCUMÉNTO」発売。2004年からは偶数月最終日曜に放送。2005年からは提供スポンサーがUNITED ARROWSとなり、放送日は奇数月第1日曜に移行した。2007年からはスポンサーが無くなった（スポンサーは無いが、J-WAVEの番組などのCMはある）。日曜の最終番組であるため、番組終了直後にエンディングが流れる。
この時間にJ-WAVEの放送を再送信しているコミュニティFM局でも聴取することができるが、編成の都合により前半1時間のみ（J-WAVEの通常の放送終了時間にあたる午前1時）で中断してしまうところもあった。
2023年3月3日、翌々日（3月5日）の放送で最終回とすることを番組公式Twitterを通じて発表。なお、番組進行役は療養中の坂本の希望で、大貫妙子が担当する。
最終回は大貫によるオープニングトークのあと、同年1月に他界した高橋幸宏の追悼特集。坂本による選曲とメッセージを大貫が代弁した。番組最後には坂本からリスナーにメッセージが届けられ大貫が読み上げた。これを以て20年3か月にわたり放送された番組に幕を下ろした。
番組終了から三週間後の3月28日、坂本は死去した。

## 放送時間
奇数月第1日曜日 24:00 - 26:00
- 第1日曜日が1日 - 7日の場合、8日 - 14日に放送する場合もあった。

## コーナー

### CDJスピン
坂本が昨今のヒット曲をCDJで操作していじり倒しながら批評していく。

### オーディション
かつて坂本のラジオ番組『サウンドストリート』（NHK-FM）において募っていたのと同様、リスナーからデモ・テープ他を募集・選考し、埋もれている才能を世に送り出す。送られて来る作品は音楽、映像、小説、ポエトリー・リーディング、その他パフォーマンスなど多岐に渡る。優秀作品はアルバムにまとめられ、発表されている。
このコーナーをきっかけに、コトリンゴがメジャーデビューを果たしている。
また、このオーディションには、マイナーなジャンルであるフィールド・レコーディングに特化した応募枠が設けられており、番組終盤においては、miduno、菅原宏之（Hiroyuki Sugawara, NOISE IN JAPAN）、3branchesらが、しばしば優秀作品に選出された。彼らの作品は、左右の楽曲とともに、2021年初回である１月の放送回において、2020年の最優秀作品としても選出されているが、坂本龍一が選んだのは菅原宏之による「米子漁港と周辺の風景」（山形県鶴岡市の米子漁港にある通気口を波のリズムで通り抜ける空気音が尺八のように鳴る様が周辺音と共に録音されていたサウンドスケープ）であった。

ジョン・ケージ的な聴取の姿勢を重要視していた坂本龍一らしい選択であった。
坂本龍一は、async（2017年）の制作上のコンセプトの一つを「SN/M比 50%」と表現しており、作中にも、雨音や枯れ葉を踏みしだく足の音などのフィールド・レコーディングされた素材を、音楽的要素と共に配置しており、ある時期以降、音楽家にとって、フィールド・レコーディングや自然音と、いわゆる音楽（ハーモニーや楽音）との価値的な差異が薄れ、同じプランの上で扱われる等価な存在となっており、その方向性における音楽的探求は、最晩年の配信コンサートや、ラスト・アルバムである「12」（「twelve」）に至るまで持続したことが、作品から聞いてとれる。

### カリスマ・サカモト
毎回各界で活躍する人物（カリスマ）を招いて対談する。このコーナーに登場したカリスマはオーディションコーナーで認められた人物がデビューする際、おのおのの分野においてバックアップをする約束を坂本と交わす。